# Бьянкони, Филипп
Филипп Бьянкони (фр. Philippe Bianconi; род. 27 марта 1960, Ницца) — французский пианист.
Учился в консерватории Ниццы у Симоны Дельбер-Феврье, затем в Париже у Габи Казадезюс и во Фрайбурге у Виталия Маргулиса. В 1977 г. выиграл международный юношеский конкурс пианистов в Белграде, в 1981 г. — Кливлендский международный конкурс пианистов, в 1985 г. был удостоен второй премии на Конкурсе пианистов имени Вана Клиберна.
Обладая особым вкусом к ансамблевой игре, Бьянкони выступал с Жаном Пьером Рампалем, Токийским квартетом, много аккомпанировал Герману Прею (в том числе записал с Преем три цикла песен Шуберта).